# Hebraica y Macabi
A Asociación Hebraica y Macabi del Uruguay (em português:  Associação Hebraica e Macabi do Uruguai) é um clube social e desportivo localizado em Montevidéu, Uruguai que mantém a equipe profissional do Hebraica y Macabi.

## Honras
Liga Uruguaia
- Campeões (3): 2012, 2016 e 2017
- Finalistas (1): 2008

Liga Metropolitana
- Campeões (1):2006

## Artigos Relacionados
- Liga Uruguaya de Básquetbol
- FIBA Liga das Américas
- Liga Sul-Americana de Basquete

## Ligações Externas
- Hebraica y Macabi no X